# Lapford (stacja kolejowa)
Lapford – stacja kolejowa obsługująca wieś Lapford w hrabstwie Devon na linii kolejowej Tarka Line. Stacja niewyposażona w sieć trakcyjną. Przez pewien czas istniała jako dwutorowa.

## Ruch pasażerski
Stacja obsługuje ok. 4532 pasażerów rocznie (dane za rok 2021/2022). Posiada bezpośrednie połączenia z Exeterem, Crediton i Barnstaple. Pociągi odjeżdżają ze stacji co godzinę. Pociągi zatrzymują się na stacji na żądanie.

## Obsługa pasażerów
Automaty biletowe, przystanek autobusowy.